# Bifaxaria compacta
Bifaxaria compacta är en mossdjursart som beskrevs av Gordon 1993. Bifaxaria compacta ingår i släktet Bifaxaria och familjen Bifaxariidae. Inga underarter finns listade i Catalogue of Life.